# Harrison Page
Harrison Page (* 27. August 1941 in Atlanta, Georgia) ist ein US-amerikanischer Schauspieler. 
Seit seinem Debüt im Jahre 1968 in Russ Meyers Film Vixen, spielte Page bis 2012 in mehr als 60 Produktionen – zumeist für das Fernsehen – mit. So übernahm er die Darstellung von Charakteren in US-amerikanischen Fernsehserien wie Bonanza, Kojak, E.R. – Emergency Room und Ally McBeal.
In der parodistischen Krimi-Serie Sledge Hammer! spielte Page die Rolle des stets leicht reizbaren und durch Sledge Hammers Einfluss meist schlecht gelaunten Captain Trunk, der durch das eigenmächtige Handeln seines Untergebenen Sledge Hammer in jeder Episode an den Rand des Wahnsinns getrieben wurde. Des Weiteren ist er in der Serie JAG als Militärrichter zu sehen.
Page ist seit 1989 mit Christina Giles verheiratet.

## Filmografie (Auswahl)
- 1968: Ohne Gnade – Schätzchen (VIXEN)
- 1970: Blumen ohne Duft (Beyond the Valley of the Dolls)
- 1979: Supertrain (Fernsehserie)
- 1986–1988: Sledge Hammer! (Fernsehserie)
- 1988: Mord ist ihr Hobby (4. Staffel Folge 22)
- 1990: Leon (Lionheart)
- 1993: Carnosaurus (Carnosaur)
- 1994: Columbo: Zwei Leichen und Columbo in der Lederjacke (Undercover, Fernsehreihe)
- 1997–2001: Ally McBeal (Fernsehserie, 6 Folgen)
- 1997–2003: JAG – Im Auftrag der Ehre (JAG, Fernsehserie)
- 2001: Raptor
- 2012: Bad Ass
- 2023: Magazine Dreams